# Pistolet (album)
Pistolet – debiutancki album studyjny Krzysztofa Zalewskiego, wydany 1 marca 2004 roku nakładem wytwórni BMG Poland. Album zawiera 11 premierowych utworów wokalisty, a pierwszym singlem promującym płytę został cover Edie Brickell „What I Am”.
Album powstał przy współpracy wokalisty z takimi muzykami jak m.in. Marcin Bors, Bartek Kapłoński czy Kasia Nosowska.
Płyta dotarła do 7. miejsca listy OLiS.

## Lista utworów
Opracowano na podstawie materiału źródłowego.
| Nr  | Tytuł utworu       | Długość |
| --- | ------------------ | ------- |
| 1.  | „What I Am”        | 3:50    |
| 2.  | „Cięte drzewa”     | 4:19    |
| 3.  | „Znikam”           | 3:42    |
| 4.  | „Prawo pięści”     | 2:43    |
| 5.  | „Wyrok”            | 2:51    |
| 6.  | „Krzyk”            | 3:34    |
| 7.  | „Nie pozwól im”    | 4:14    |
| 8.  | „Kiedy miasto śpi” | 4:07    |
| 9.  | „Otwórz oczy”      | 3:54    |
| 10. | „Pistolet”         | 2:43    |
| 11. | „Zmęczony snem”    | 5:12    |
|     |                    | 41:09   |